# Laire
Laire är en kommun i departementet Doubs i regionen Bourgogne-Franche-Comté i östra Frankrike. Kommunen ligger i kantonen Montbéliard-Ouest som tillhör arrondissementet Montbéliard. År 2022 hade Laire 410 invånare.

## Befolkningsutveckling
Antalet invånare i kommunen Laire
Referens:INSEE